# Mantidactylus radaka
Mantidactylus radaka — вид жаб родини мадагаскарських жаб (Mantellidae). Описаний у 2020 році.

## Назва
Видовий епітет radaka походить від малагасійського слова, яким позначають жаб великого розміру.

## Поширення
Ендемік Мадагаскару. Його природними місцями проживання є субтропічні або тропічні вологі рівнинні ліси, субтропічні або тропічні вологі гірські ліси і річки.